# 줄리 대시
줄리 대시(Julie Dash, 1952년 10월 22일 ~ )는 미국의 영화 감독, 영화 각본가, 영화 프로듀서이다. 가장 유명한 작품은 1991년 영화 《먼지의 딸들》로, 최초로 미국에서 광역 극장 개봉한 아프리카계 미국인 여성 감독 장편 작품이다.

## 작품 목록
- Four Women (1975, 단편)
- Illusions (1982)
- 먼지의 딸들 (1991)

## 같이 보기
- 영화 감독